# 13. zračnoobrambna artilerijska brigada (ZDA)
13. zračnoobrambna artilerijska brigada (izvirno angleško 13th Air Defense Artillery Brigade) je bila zračnoobrambna artilerijska brigada Kopenske vojske Združenih držav Amerike.